# Torche Uhuru

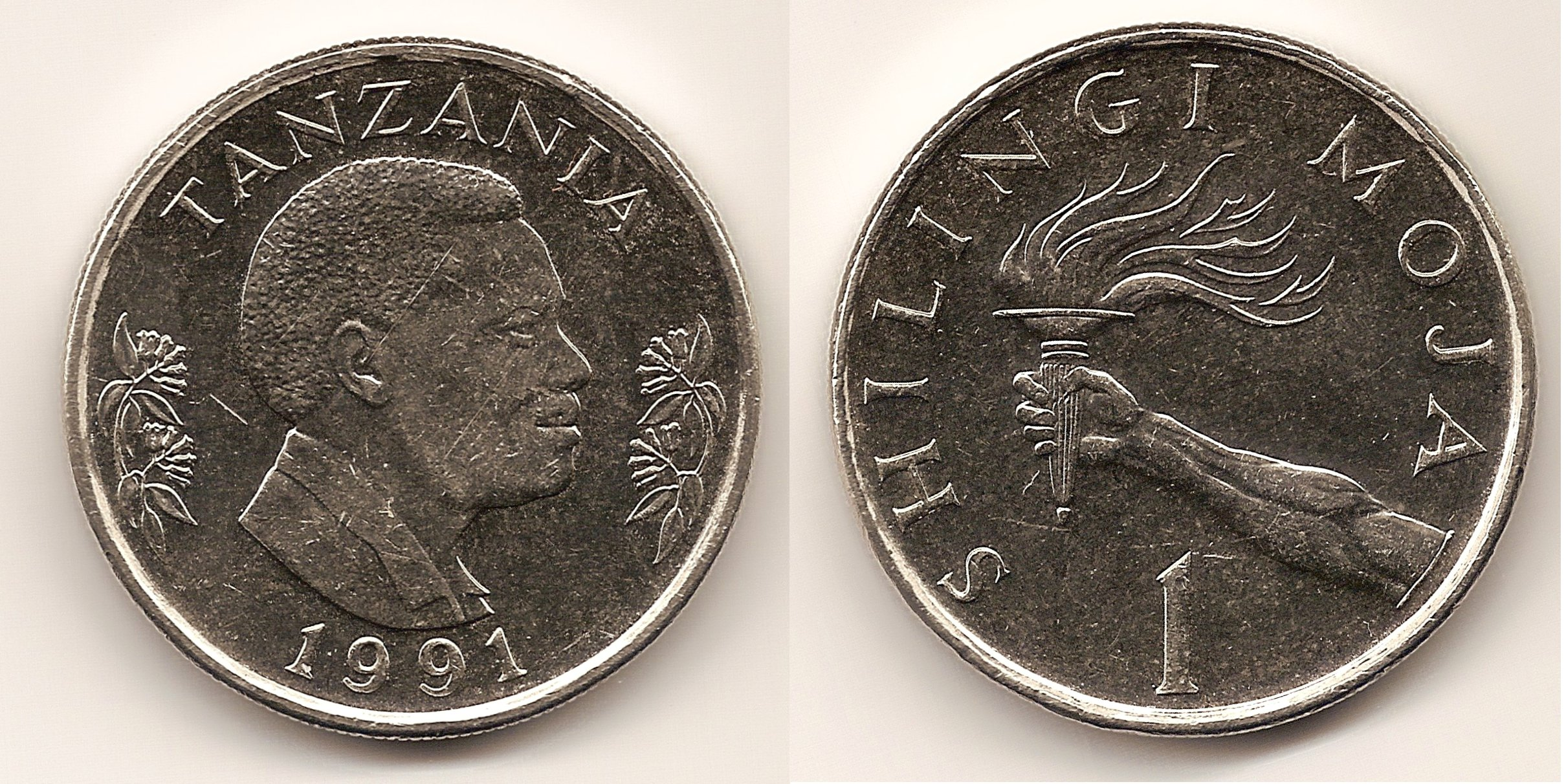
La Torche Uhuru sur le côté pile d'un shilling Tanzanien.

La Torche Uhuru, ou Torche de la Liberté, généralement appelée Uhuru Torch en Tanzanie, (du swahili uhuru pour liberté et de l'anglais torch pour torche) est l'un des symboles nationaux de la Tanzanie. Il s'agit d'une torche fonctionnant au kérosène.qui symbolise la liberté et la lumière. Elle a été allumée pour la première fois au sommet du Mont Kilimandjaro, le 9 décembre 1961, par Alexandre Nyirenda. Elle brille symboliquement sur le pays et à travers les frontières pour apporter l'espoir là où il y a le désespoir, l'amour là où il y a l'inimitié et le respect la où il y a la haine. 
On trouve de nombreux monuments représentant la Torche dans les différentes villes de Tanzanie. Elle figure également sur les armoiries de la Tanzanie, ainsi que la devise du pays: Uhuru na Umoja (Liberté et Union).
Une course de la Torche Uhuru a lieu chaque année, à partir de différents endroits.
L'ordre de la Torche du Kilimandjaro est une décoration Tanzanienne.

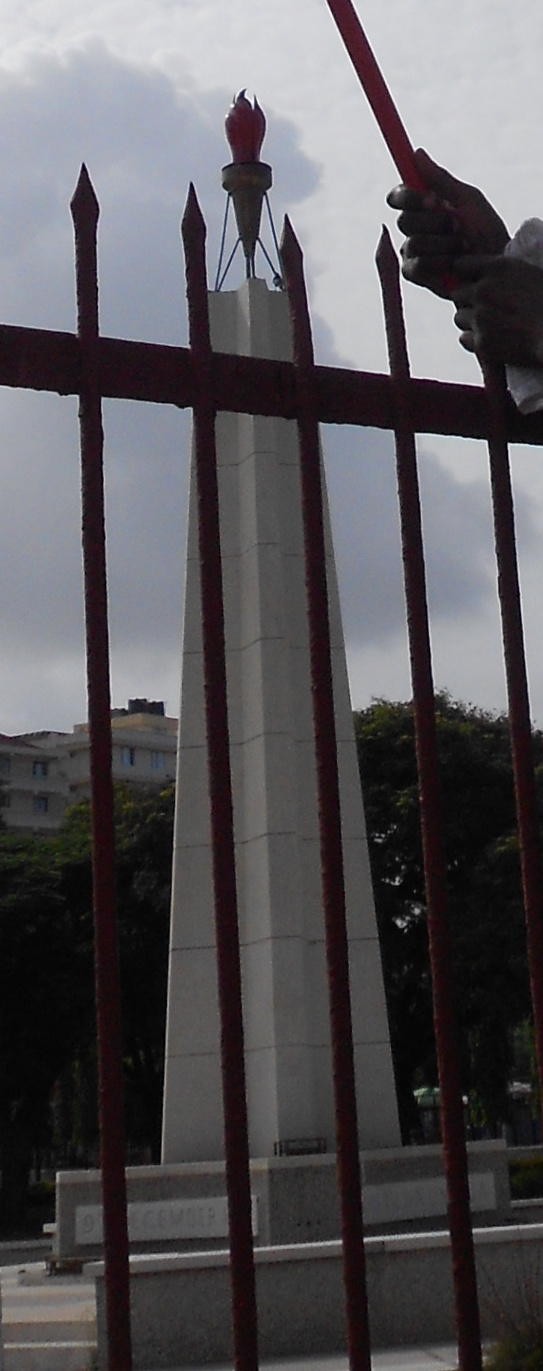
Monument de la Torche Uhuru à Dar es Salam, dans le parc Mnazi Mmoja, en centre-ville
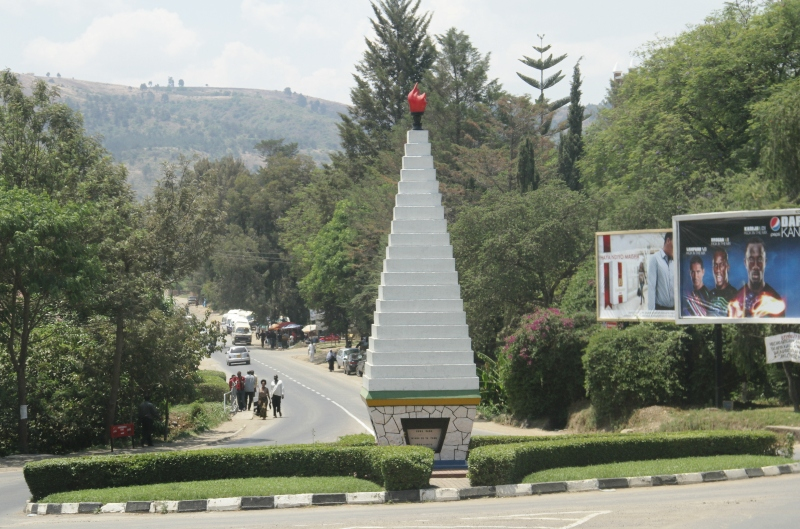
Monument de la Torche Uhuru à Mbeya
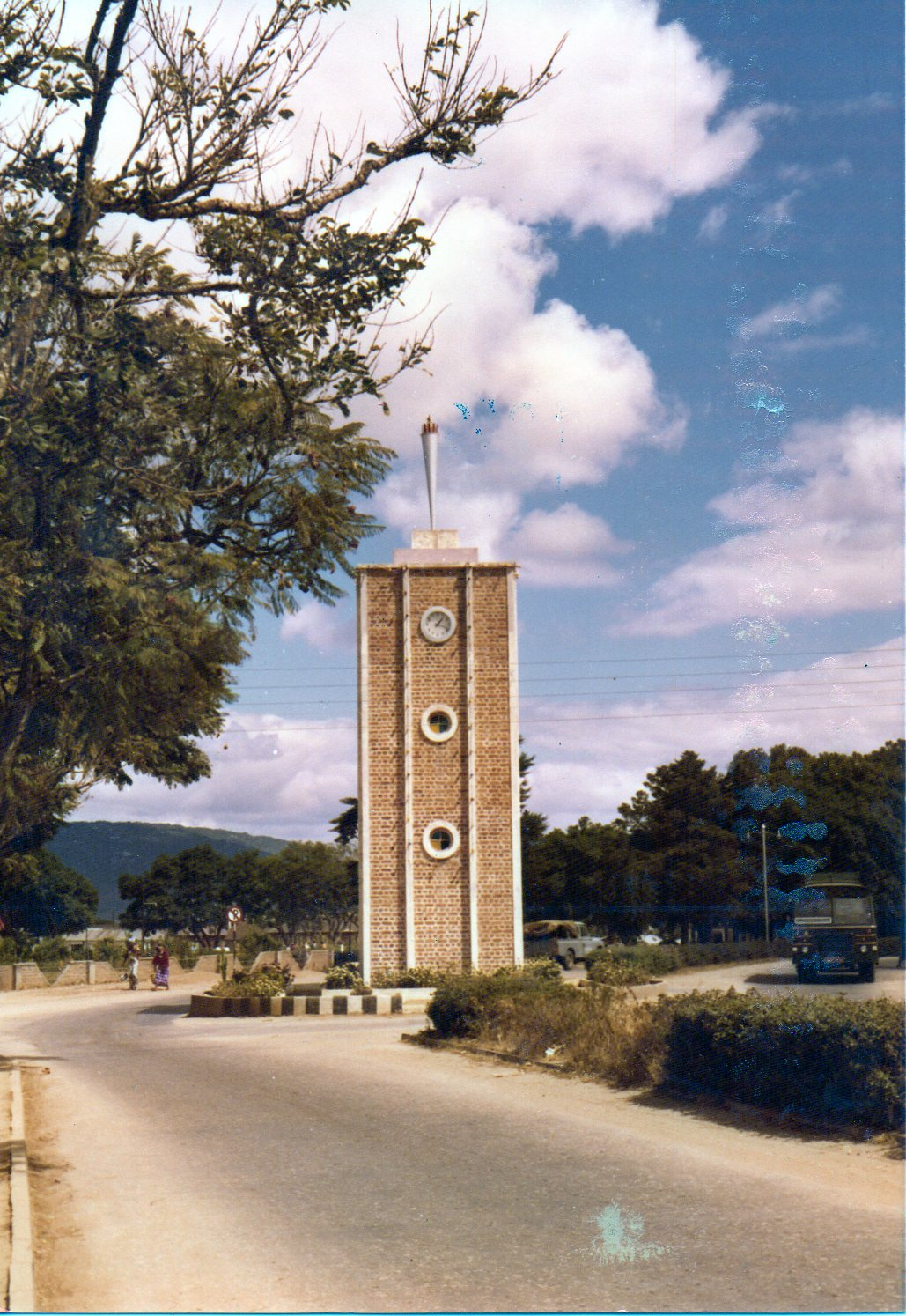
Monument de la Torche Uhuru à Iringa
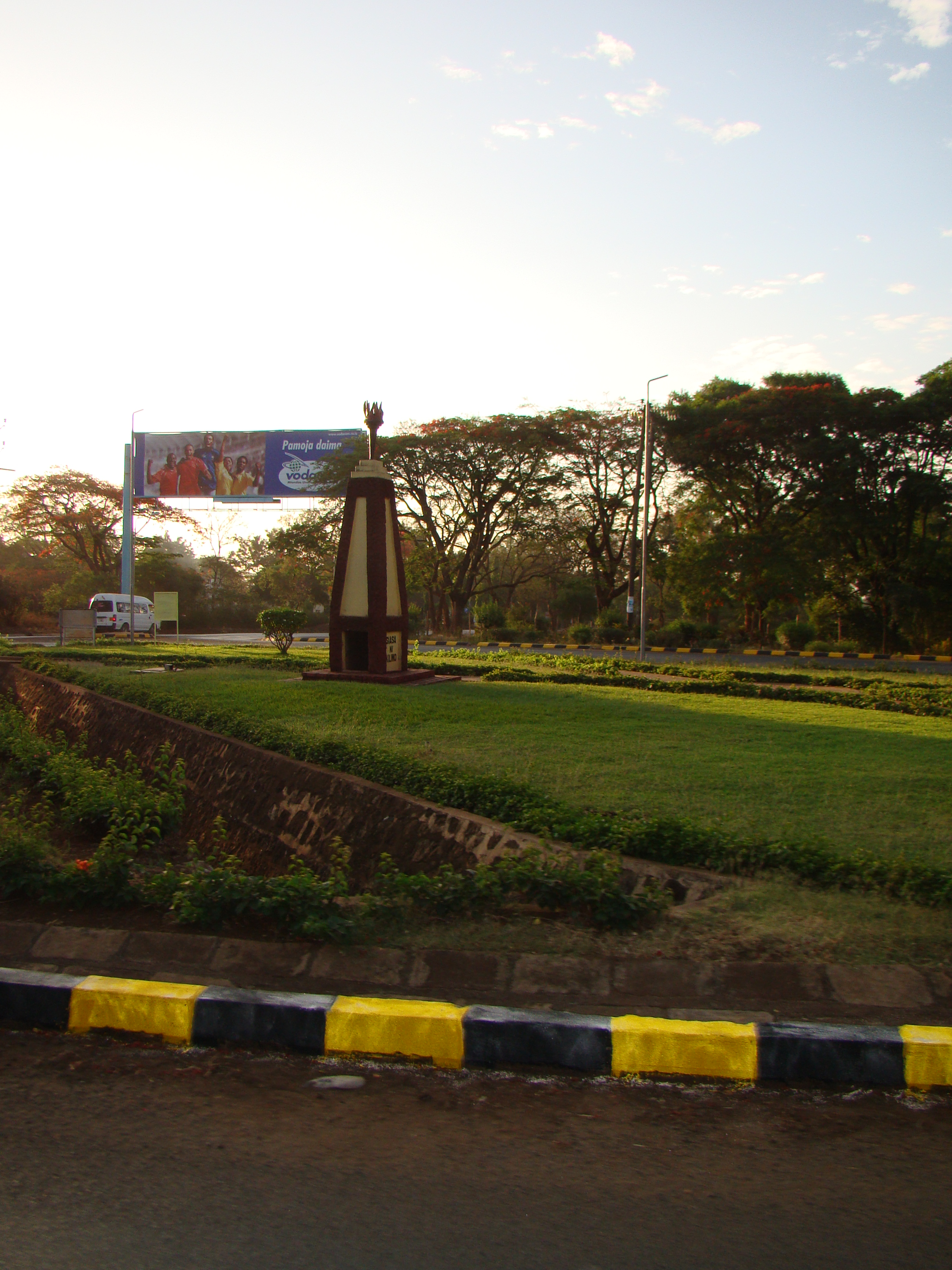
Monument de la Torche Uhuru à Moshi